# Antar Zerguelaïne
Antar Zerguelaïne, född 4 januari 1985, är en algerisk friidrottare. Han deltog vid olympiska sommarspelen 2008.